# 2011年度香港名牌選舉得獎名單
2011年度香港名牌選舉、2011年度香港服務名牌選舉及2011年度香港新星品牌暨新星服務品牌選舉由香港品牌發展局和香港中華廠商聯合會聯合主辦，
除了頒發「香港名牌」及「香港服務名牌」外，是屆為繼續舉辨「香港新星品牌」及「香港新星服務品牌選舉」，另外亦有頒發「香港名牌十年成就獎」及「香港卓越名牌」。
是屆頒獎典禮於2012年1月20日舉行，由時任香港特區政府財政司司長曾俊華擔任主禮嘉賓。

## 評審團
評審委員會主席
- 陳淑玲（香港品牌發展局主席）

主席評判
- 廖永亮（創意香港辦公室創意總監）

成員
- 黃家和（香港品牌發展局副主席）
- 莫國和教授（香港品質保證局主席）
- 李焯芬教授（香港大學專業進修學院院長）
- 張仁良教授（香港浸會大學工商管理學院院長及金融學講座教授）
- 丁鐵翔（香港中小型企業總商會會長）
- 利德裕博士（香港設計中心行政總裁）

## 獲獎名單

### 香港名牌選舉
香港名牌
- 卡撒天嬌
- 華潤堂
- 維記牛奶
- 日本命力
- o.d.m.
- 保樂潔
- 美味棧

香港卓越名牌
- 御藥堂
- 灣仔碼頭

香港名牌十年成就獎
- 雞仔嘜
- 四洲
- 海馬牌
- 位元堂

### 香港服務名牌選舉
香港服務名牌
- 家得路
- 致富
- e-print
- 大快活
- 寵之天國
- 營多東南亞美食市場
- 太子珠寶鐘錶
- 梳化倉
- 專業旅運
- 維特健靈

香港卓越服務名牌
- 信和管業優勢
- 偉邦

### 香港新星品牌暨新星服務品牌選舉
香港新星品牌
- 意時遨
- 萬希泉
- 澳栢
- 家典牌
- 楊氏水產

香港新星服務品牌
- 加零壹專業搬屋服務
- 科韻動力
- 原味家作
- 緣來這麼近
- 譽宴